# Provincia de Tinerhir
La provincia de Tinerhir o Tinghir (en árabe: إقليم تنغير, iqlīm Tinḡīr; en amazig: ⵜⴰⵎⵏⴰⵜⵜ ⵏ ⵜⵉⵏⵉⵖⵉⵔ) es una provincia de Marruecos, hasta 2015 parte de la región de Sus-Masa-Draa y actualmente de la de Draa-Tafilalet. Tiene una superficie de 13.007 km² y 322.412 habitantes censados en 2014. La capital es Tinerhir. Limita al nordeste con la provincia de Midelt, al este con la provincia de Errachidía, al sur con la provincia de Zagora, al oeste con la provincia de Uarzazat y al noroeste con la provincia de Azilal en la región de Beni Melal-Jenifra.

## División administrativa
La provincia de Tinerhir consta de 3 municipios y 18 comunas:
| Núcleo de población         | Población | Población |
| Núcleo de población         | 1994      | 2004      |
| --------------------------- | --------- | --------- |
| Tinerhir                    | 30.471    | 36.391    |
| Kalaat Me Gouna             | 10.524    | 14.190    |
| Boumalne Dadès              | 9.908     | 11.179    |
| Alnif                       | 19.023    | 20.175    |
| Ighil Oumgoun               | 17.707    | 19.182    |
| Souk Lakhmis Dadès          | 15.719    | 16.387    |
| Ait Sedrate Sahl El Gharbia | 12.211    | 14.864    |
| Taghzoute Ait Atta          | 11.695    | 13.636    |
| Ait Youl                    | 3.972     | 4.466     |